# عشرون سنت (عملة الولايات المتحدة)
القطعة الأمريكية ذات العشرين سنتًا هي عملة معدنية سكت من عام 1875 إلى عام 1878، ولكن فقط لهواة الجمع في العامين الأخيرين. اقترحه عضو مجلس الشيوخ عن ولاية نيفادا جون بي جونز، وقد أثبت فشله بسبب الخلط بينه وبين الربع، والذي كان قريبًا منه من حيث الحجم والقيمة.
في عام 1874، بدأ جونز المنتخب حديثًا الضغط من أجل الحصول على قطعة نقدية بقيمة عشرين سنتًا، والتي ذكر أنها ستخفف من النقص في العملات الصغيرة في الغرب الأقصى. أقر الكونجرس مشروع القانون، وأمر مدير دار سك العملة هنري ليندرمان بسك العملات المعدنية النموذجية، قرر ليندرمان في النهاية استخدام وجه وعكس مماثل لعملات الفضة الأخرى.
على الرغم من أن العملات المعدنية لها حافة ناعمة، بدلاً من المقصبة كما هو الحال مع العملات الفضية الأخرى، إلا أن القطعة الجديدة كانت قريبة من حجم الربع، بعد السنة الأولى، سك أكثر من مليون عملة، كان الطلب قليلًا، وألغيت الفئة في عام 1878. قامت الحكومة في وقت لاحق بصهر ما لا يقل عن ثلث إجمالي العملات. وصف عالم العملات مارك بنفينوتو القطعة ذات العشرين سنتًا بأنها "فصل من تاريخ العملات المعدنية الأمريكية الذي أغلق قبل أن يبدأ تقريبًا".

## إعداد وتصميم

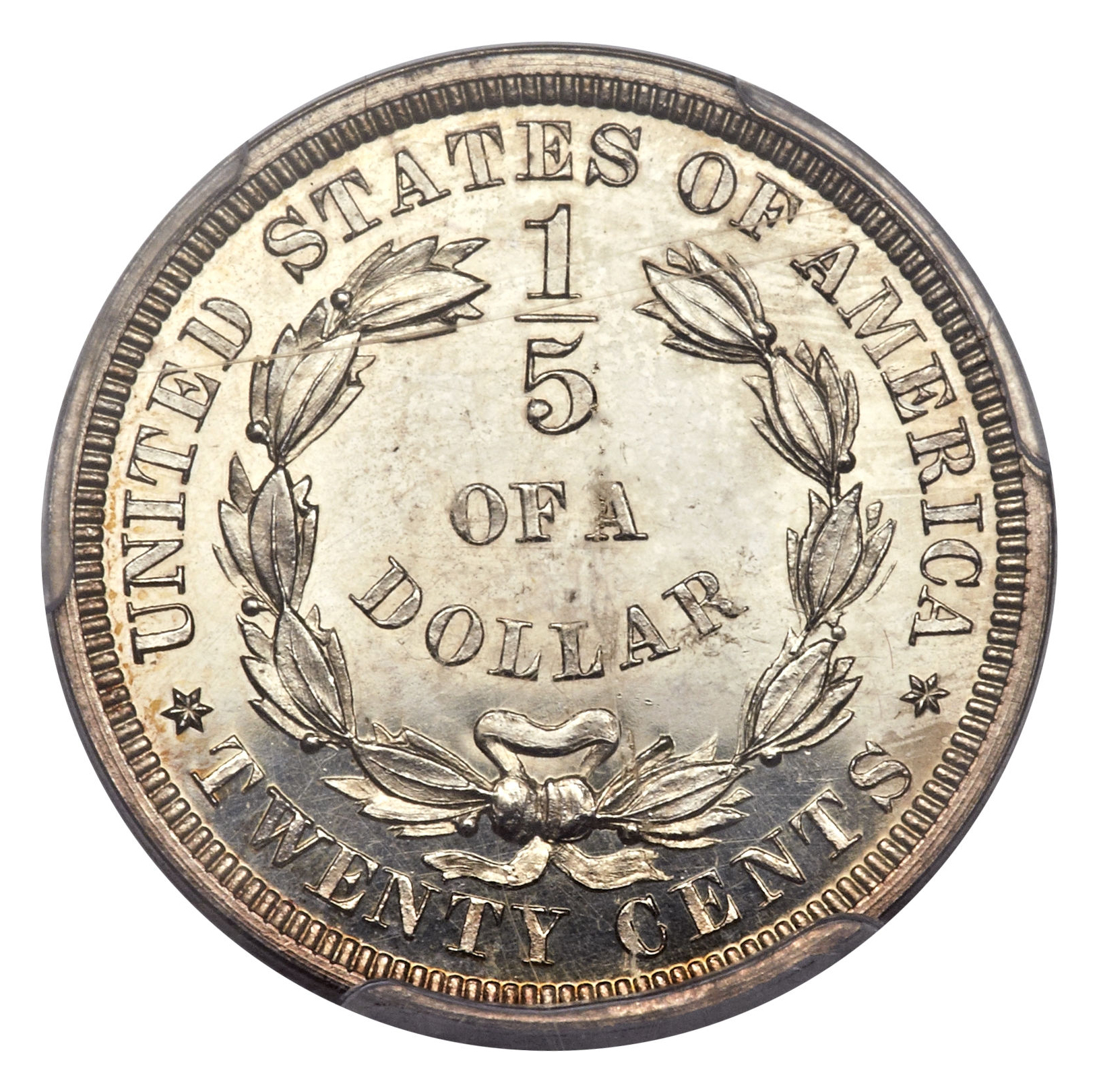
نمط عكسي يحدد الفئة بخمس الدولار. الوجه الآخر هو الحرية الجالسة، بتاريخ 1875.

تحسبًا للموافقة على التشريع، قام ليندرمان بإعداد العملات المعدنية النموذجية. وفي أغسطس 1874، أرسل له جيمس بولوك، المشرف على دار سك العملة في فيلادلفيا، أنماطًا ذات وجه يُظهر تمثال الحرية جالسًا للنحات فيلادلفيا جوزيف بيلي مع صورة عكسية لكبير النحاتين ويليام باربر، ولم يوافق بولوك على اقتراح بايلي، معتبرًا أنه مشابه جدًا لتصميم الحرية الجالسة الذي كان موجودًا في ذلك الوقت على جميع العملات الفضية المحلية، وبالتالي فإن العملة الجديدة ستشبه الربع إلى حد كبير. في 31 مارس 1875، بعد سن مشروع قانون جونز، أرسل بولوك لليندرمان أنماطًا إضافية، استنكر بولوك تصميم العكس، لكن ليندرمان أعجب به وذكر أنه كان من الممكن اعتماده لولا القانون الذي يتطلب ظهور النسر على قطع فضية أكبر من الدايم. اختار ليندرمان تصميمًا للوجه شبه مطابق للعملات الفضية الأخرى (حتى عام 1916، أعطيت العملات الفضية مظهرًا مشابهًا). استخدم هذا التصميم، من قبل كبير النقاشين الراحل كريستيان جوبريخت، متبعًا مفهوم توماس سولي وتيتيان بيل، لأول مرة في عام 1836 وبحلول عام 1840 استخدم على جميع فئات العملات الفضية التي سكت بعد ذلك. النسر وجهه لليمين، وهو يشبه تقريبًا النسر الذي قدمه باربر للدولار التجاري، والذي ظهر لأول مرة في عام 1873 أدرك ليندرمان أن الفرق في الحجم بين العملة الجديدة والربع كان صغيرًا، واعتقد أن نسخة مصغرة من الدولار التجاري مناسبة للقطعة ذات العشرين سنتًا؛

## سك العملة
تشير حروف علامة سك العملة إلى دار سك العملة التي أنتجت العملة (تشير الأقواس إلى عدم وجود علامة سك العملة). تظهر علامة السك تحت النسر على الجهة الخلفية.
- P ( فيلادلفيا منت )
- CC ( كارسون سيتي منت )
- S ( سان فرانسيسكو منت )

| سنة  | علامة السك | التداول   | دليل  |
| ---- | ---------- | --------- | ----- |
| 1875 | (P)        | 36,910    | 2,790 |
| 1875 | CC         | 133,290   | -     |
| 1875 | S          | 1,155,000 | 12    |
| 1876 | (P)        | 14,640    | 1,260 |
| 1876 | CC         | 10.000    | -     |
| 1877 | (P)        | -         | 510   |
| 1878 | (P)        | -         | 600   |